# 金武駅
金武駅（かなたけえき）は、佐賀県伊万里市二里町中里乙にある、松浦鉄道西九州線の駅である。

## 歴史
- 1960年（昭和35年）5月1日：国鉄松浦線の駅として新設[1][2]。気動車の旅客のみ取扱う無人駅[3]。
- 1987年（昭和62年）4月1日：国鉄分割民営化に伴い、JR九州松浦線の駅となる[1]。
- 1988年（昭和63年）4月1日：第三セクター松浦鉄道へ転換、松浦鉄道西九州線の駅となる[1]。

## 駅構造
単式ホーム1面1線を有する地上駅。
無人駅。駅舎は無いが、待合室とトイレ、公衆電話が設置されている。
2024年（令和6年）1月、クラウドファンディングにより伊万里市内7駅の駅名標が更新され、当駅では駅名標を新調すると共に待合所の椅子もリニューアルされた。

## 利用状況
近年の1日平均乗車人員の推移は以下の通り。
| 乗車人員推移 | 乗車人員推移 |
| 年度         | 1日平均人数  |
| ------------ | ------------ |
| 1998         | 16           |
| 1999         | 29           |
| 2000         | 22           |
| 2001         | 19           |
| 2002         | 28           |
| 2003         | 40           |
| 2004         | 28           |
| 2005         | 13           |
| 2006         | 13           |
| 2007         | 14           |
| 2008         | 16           |
| 2009         | 17           |
| 2010         | 11           |
| 2011         | 11           |
| 2012         | 11           |
| 2013         | 12           |
| 2014         | 12           |
| 2015         | 12           |
| 2016         | 25           |
| 2017         | 25           |

## 駅周辺
住宅は有田川を挟んだ反対側の国道202号沿いにある。
- 金武橋

## 隣の駅
松浦鉄道
■西九州線
夫婦石駅 - 金武駅 - 川東駅